# 김용제 (시인)
김용제(金龍濟, 일본식 이름: 金村龍濟가네무라 류세이, 1909년 2월 3일 ~ 1994년 6월 21일)는 일제강점기의 친일 공산주의 계열 시인이며 문학평론가이다. 호(號)는 지촌(知村)이다.

## 생애
충청북도 음성 출신으로 1927년 일본에 유학하여 주오 대학에서 수학했다. 유학 중 프롤레타리아 문학 운동을 시작하여 일본공산당 소속으로 활동했고, 1931년 일본어로 쓴 항일 시 〈사랑하는 대륙아〉를 전일본무산자예술연맹 기관지 《나프》에 발표하면서 등단했다.
어린 나이에 일본 프롤레타리아 시인회 간사, 프롤레타리아 작가동맹 사무국장 등을 역임하면서 촉망받는 투사 시인으로 활발한 활동을 펼쳤다. 당시 1930년대의 좌익 문단을 이끌다시피 하던 김용제를 가리켜 '일본의 프롤레타리아 시단을 짊어진 시인'이라는 평이 있을 정도였다. 그러나 일본 정부의 좌익 운동 탄압으로 인해 치안유지법 위반 혐의 등으로 체포되어 서너차례에 걸쳐 약 4년간 복역한 뒤 한국으로 강제 추방되면서 전향하였다.
1930년대 후반부터는 주로 평론가로 활동하며 적극적인 친일 문학 활동에 나섰다. 1937년 조선문인보국회 상임이사를 맡았고, 친일잡지 《동양지광》의 주간으로 일하며 이 잡지에 〈전쟁문학의 전망〉(1939)이라는 글을 투고하여 태평양 전쟁에 대한 문단의 지원 필요성에 대해 선구적인 의견을 밝혔다.
일본어 시집 《아세아시집》으로 1943년 제1회 국어문예총독상을 수상하기도 했다. 《동양지광》 연재 시를 묶은 이 시집은 이광수가 '열렬한 일본 정신의 기백'이 있다고 평했을 만큼 친일성이 강한 작품이다. 김용제는 수상과 함께 받은 상금 중 일부를 국방헌금으로 헌납했다. 총 친일 저작물 수는 25편이 밝혀져 있다. 2002년 발표된 친일 문학인 42인 명단과 친일파 708인 명단,  민족문제연구소가 2008년 발표한 친일인명사전 수록예정자 명단 문학 부문에 선정되었으며 친일반민족행위진상규명위원회가 발표한 친일반민족행위 705인 명단에도 포함되었다. 김용제 본인은 1978년 〈고백적 친일문학론〉이라는 글을 발표하여 일제 말기의 친일 행적은 독립 운동을 위한 위장이었으며, 《동양지광》은 대표 박희도, 부대표 장덕수 등이 결성한 항일 지하단체의 본거지였다고 주장한 바 있다.
광복 후에는 뚜렷한 친일 경력 때문에 약 5년간 집필 활동을 중단하였다가, 한국 전쟁과 함께 반공주의 작가로 다시 활동을 재개하여 시와 소설을 발표했다. 서정시집인 《산무정(山無情)》과 소설 《김삿갓 방랑기》가 광복 후 발표한 대표작이다. 《김삿갓 방랑기》는 1950년대를 대표하는 베스트셀러가 되어, 변절한 친일 문인에서 김삿갓 전문가로 김용제의 이미지를 바꾸어놓기도 했다.

## 참고 자료
- 권영민 (2004년 2월 25일). 《한국현대문학대사전》. 서울: 서울대학교출판부. 169쪽쪽. ISBN 89-521-0461-7.
- “원로시인 김용제씨 별세”. 중앙일보. 1994년 6월 22일.
- 정운현 (1994년 7월 2일). “언론이 눈감은 김용제 시인의 친일”. 한겨레.